# آدار فریدمان
آدار فریدمان (انگلیسی: Adar Friedmann؛ زادهٔ ۱۸ ژوئیهٔ ۲۰۰۶) ژیمناست ریتمیک اهل اسرائیل است.